# Liste der denkmalgeschützten Objekte in Arbesbach
Die Liste der denkmalgeschützten Objekte in Arbesbach enthält die 8 denkmalgeschützten, unbeweglichen Objekte der Gemeinde Arbesbach.

## Denkmäler
| Foto |                 | Denkmal                                                        | Standort                                       | Beschreibung | Metadaten |
| ---- | --------------- | -------------------------------------------------------------- | ---------------------------------------------- | --- | --- |
| ja   | Datei hochladen | Pfarrhof HERIS-ID: 62755 Objekt-ID: 75336                      | Arbesbach 11 Standort KG: Arbesbach            | Der Pfarrhof von Arbesbach hat ein Rundbogenportal mit Steingewände und ist im Keilstein mit der Jahreszahl 1757 bezeichnet. | BDA-Hist.: Q38101028 Status: § 2a Stand der BDA-Liste: 2025-06-30 Name: Pfarrhof GstNr.: 474                                               |
| ja   | Datei hochladen | Herrenhaus HERIS-ID: 62756seit 2021                            | Arbesbach 37 Standort KG: Arbesbach            | Das Arbesbacher Herrenhaus ist ein blockhafter Bau des späten 16. Jahrhunderts mit dreigegliedertem Satteldach, schlichter Straßenfront und Ortsteinen an den Kanten. Über dem Portal befindet sich eine Wappendarstellung und im ersten Obergeschoß eine Immaculata-Statue. Links vom Haupttor steht eine Statue der Heiligen Anna mit Maria als Kind. | BDA-Hist.: Q1614040 Status: Bescheid Stand der BDA-Liste: 2025-06-30 Name: Herrenhaus GstNr.: 756 Herrenhaus Arbesbach                     |
| ja   | Datei hochladen | Kath. Pfarrkirche hl. Ägydius HERIS-ID: 49467 Objekt-ID: 53196 | neben Arbesbach 12 Standort KG: Arbesbach      | Die spätbarocke Saalkirche an der Ostseite des Marktplatzes von Arbesbach wurde nach einem Brand 1759 an Stelle eines mittelalterlichen Vorgängerbaus errichtet. | BDA-Hist.: Q2082530 Status: § 2a Stand der BDA-Liste: 2025-06-30 Name: Kath. Pfarrkirche hl. Ägydius GstNr.: .13/1 Pfarrkirche Arbesbach   |
| ja   | Datei hochladen | Pranger HERIS-ID: 62760 Objekt-ID: 75341                       | Arbesbach 9, vor Standort KG: Arbesbach        | Der Pranger am Marktplatz trägt die Jahreszahl 1615. Es handelt sich um einen obeliskenartigen Aufbau über einem runden Stufensockel. | BDA-Hist.: Q38101040 Status: § 2a Stand der BDA-Liste: 2025-06-30 Name: Pranger GstNr.: 1244/2                                             |
| ja   | Datei hochladen | Galgen HERIS-ID: 73969 Objekt-ID: 87353                        | Arbesbach 158, westlich Standort KG: Arbesbach | Der Galgen befindet sich etwa drei Kilometer südwestlich des Ortes und stammt aus dem 17. Jahrhundert. Er besteht aus drei Bruchsteinsäulen, die von einer kreisförmigen Sockelmauer umgeben sind. | BDA-Hist.: Q38133792 Status: Bescheid Stand der BDA-Liste: 2025-06-30 Name: Galgen GstNr.: 177, 178 Gallow, Arbesbach                      |
| ja   | Datei hochladen | Ortskapelle Haselbach HERIS-ID: 49872 Objekt-ID: 54136         | Haselbach 12, neben Standort KG: Haselbach     | Die Ortskapelle am Rand des Angers von Haselbach ist ein schlichter Bau des Jahres 1811 mit fünfseitigem Schluss und einem Dachreiter mit Spitzhelm. Der Innenraum ist flach gedeckt. In der Apsis ist eine halbkuppelförmige Wölbung zu sehen. Am Altarbild aus der ersten Hälfte des 19. Jahrhunderts ist die Krönung Mariens dargestellt. Zur weiteren Einrichtung zählen Figuren von Christus an der Geißelsäule sowie der hll. Petrus und Paulus vom Anfang des 19. Jahrhunderts und ein spätbarockes Vortragekreuz. | BDA-Hist.: Q38036609 Status: § 2a Stand der BDA-Liste: 2025-06-30 Name: Ortskapelle Haselbach GstNr.: .1                                   |
| ja   | Datei hochladen | Wohnhaus HERIS-ID: 34153 Objekt-ID: 32126                      | Kamp 13 Standort KG: Kamp                      | Das um 1790 errichtete Kleinhaus mit Schopfwalmdach verfügt über stuckierte Fensterrahmungen mit floralen Motiven sowie über stuckgerahmte Haussegensbilder des hl. Florian und des Heiligen Wandels. | BDA-Hist.: Q37956544 Status: Bescheid Stand der BDA-Liste: 2025-06-30 Name: Wohnhaus GstNr.: 354/2 Hammerschmiede Kamp                     |
| ja   | Datei hochladen | Ludwig Haslingers Hammerwerk HERIS-ID: 41695 Objekt-ID: 42246  | Kamp 19 Standort KG: Kamp                      | Die Hammerschmiede wurde 1802 gegründet und ist heute ein Museum, wobei alle Werkzeuge noch voll funktionstüchtig sind. | BDA-Hist.: Q38002280 Status: Bescheid Stand der BDA-Liste: 2025-06-30 Name: Ludwig Haslingers Hammerwerk GstNr.: .14/2 Hammerschmiede Kamp |